# 毛达奇·伊姆雷

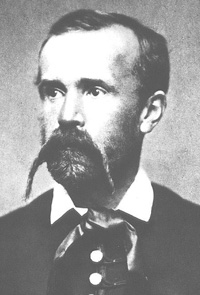
毛达奇·伊姆雷

毛达奇·伊姆雷（匈牙利語：Madách Imre，1823年1月20日—1864年10月5日），匈牙利诗人、剧作家，代表作有15幕戏剧史诗《人类的悲剧》（Az ember tragédiája）。